# Madeirã
Madeirã ist eine Gemeinde (Freguesia) im portugiesischen Kreis Oleiros. In ihr leben 154 Einwohner (Stand 19. April 2021).